# رودی حداد
رودی حداد (عبری: רודי חדד‎؛ زادهٔ ۵ فوریهٔ ۱۹۸۵) بازیکن فوتبال اهل فرانسه است.
از باشگاه‌هایی که در آن بازی کرده‌است می‌توان به باشگاه فوتبال هاپوئل اشکلون، باشگاه فوتبال والنسین، باشگاه فوتبال مکابی تل آویو، باشگاه فوتبال اوسر، و باشگاه فوتبال پاری سن ژرمن اشاره کرد.
وی همچنین در تیم ملی فوتبال زیر ۲۱ سال فرانسه بازی کرده‌است.